# مابل كولينز
مابل كولينز (بالإنجليزية: Mabel Collins) (من مواليد 9 سبتمبر 1851 - والمُتوفاة في 31 مارس 1927) هي ثيوصوفية ومؤلفة لأكثر من 46 كتابًا.

## حياتها
وُلدت مابل كولينز في سان بيتر بورت، بغيرنسي. كانت كولينز كاتبة لروايات السحر الشعبي وكاتبة عن الأزياء وناشطة ضد التشريح. كما جاء وفقًا لفيتوريا كريمز، على لسان آليستر كراولي كانت كولينز تلقى ملاحقة عاطفية من قبل كل من كريمرز ودكتور دونستون ستيفنسون. زعمت كريمرز أنها عثرت خلال هذا الوقت على خمس روابط ملطخة بالدماء في صندوق تحت سرير ستيفنسون، مقابل خمس جرائم قتل ارتكبت في وايت تشابل بواسطة جاك السفاح. لم يعد ستيفنسون مرشحًا لجاك الطائر بسبب جهود الباحثين المعاصرين. ومع ذلك، كان ستيفنسون منافسًا لكريمرز على حب كولينز، ولا يمكن تأكيد هذا الحساب بشكل مستقل.
كتبت كولينز في عام 1909 مسرحية سياسية تسمى خارج عن القانون مع أليس تشابين. كانت تشابين ممثلة أمريكية بالولادة وناخبة في التصويت. وبحلول الوقت الذي أنتجت فيه المسرحية بدور العرض في نوفمبر 1911 أُدينت تشابيل بتشددها.

## أعمالها
- ضوء على الطريق (1885)[5]
- أجمل امرأة في وارسو (1885)
- من خلال بوابات الذهب (1887)
- البرعم والفاكهة (1887)
- اللحن الرعوي لزهرة اللوتس (1890)
- موريال المهاتما (1892)
- اقتراح (1892)
- عشاق جولييت (1893)
- قصة العام (1895)
- نجمة الياقوت (1896)
- صرخة من بعيد (1905)
- يحب تشابل (1905)
- شظايا الفكر والحياة (1908)
- خارج عن القانون (1909) مع أليس شابين - مسرحية في عام 1911[4]
- عندما تتحرك الشمس شمالًا (1912)
- جوهرة شفافة (1913)
- قصة سينسا (1913) (مسرحية غامضة في ثلاثة أعمال مأخوذة من اللحن الرعوي لزهرة اللوتس ).
- كما تنمو الزهرة (1915)

## روابط خارجية
- Mabel Collins biography
- Mabel Collins' theosophical works
- Mabel Collins on the Mystical Site www.mysticism.nl
- مؤلفات Mabel Collins في مشروع غوتنبرغ
- أعمال أو نبذة عن مابل كولينز على أرشيف الإنترنت
- أعمال مابل كولينز في ليبري فوكس